# Vaso di Dewar

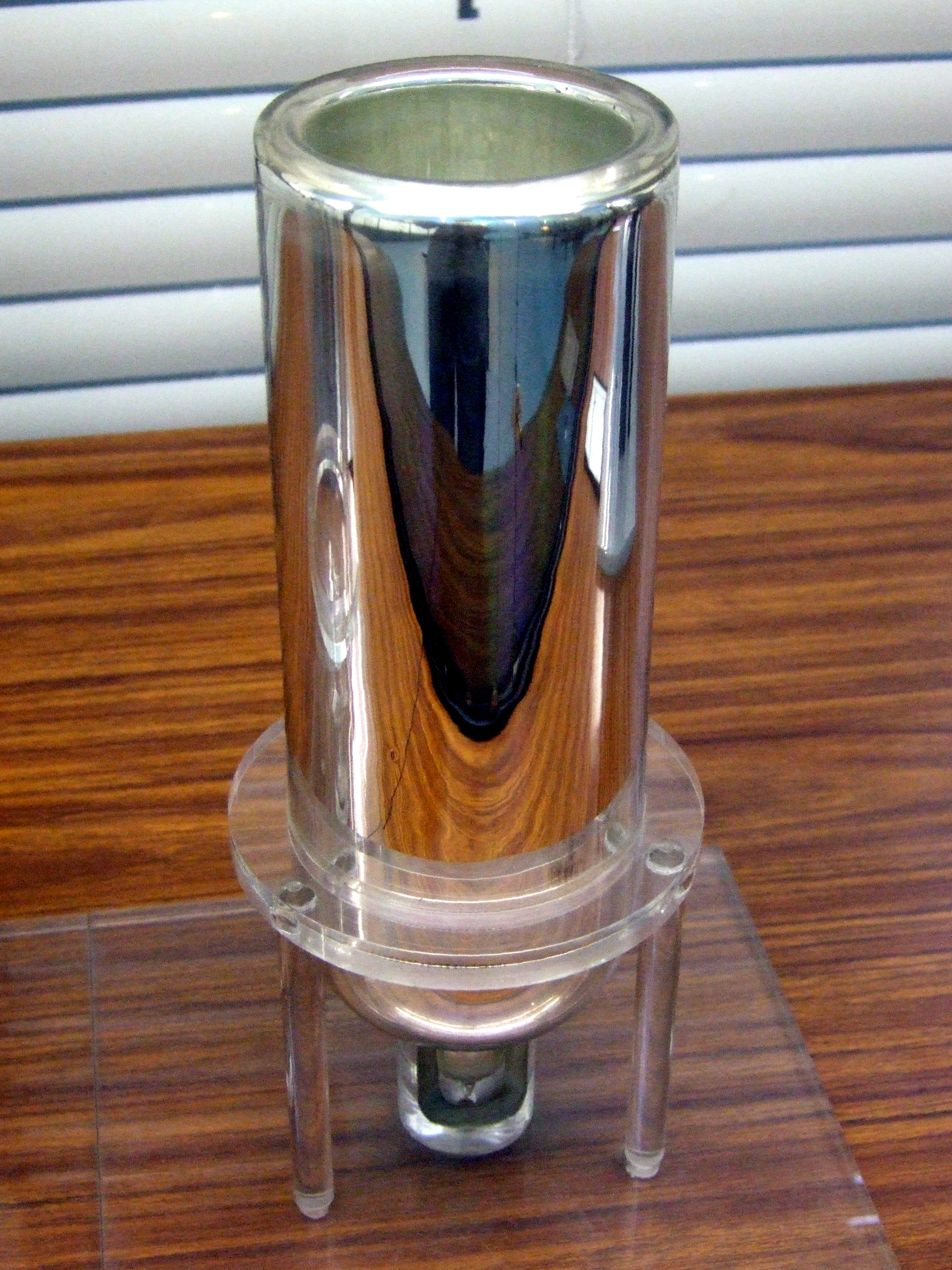
Vaso di Dewar

Un vaso di Dewar o semplicemente Dewar (pron. [ˈdjuːə] o [ˈdjʊə]), comunemente chiamato thermos, è un contenitore che mantiene il suo contenuto isolato dall'ambiente esterno frapponendo con esso delle aree di vuoto che consentono un isolamento termico tra il contenuto e l'ambiente. Il vuoto è usato solo per l'isolamento termico, pertanto il contenuto non è sotto vuoto.
Prende dal fisico e chimico James Dewar, che lo inventó nel 1892. Tipicamente è un contenitore di vetro, metallo o plastica con una cavità; la regione tra le pareti esterne e quelle interne è sotto vuoto.

## Storia
Il primo vaso a vuoto per uso commerciale fu prodotto nel 1904 dalla società tedesca Thermos GmbH. Il nome commerciale Thermos rimane registrato in alcuni Stati ma, quando scritto con una minuscola, negli Stati Uniti dal 1963 è un nome generico, sinonimo di contenitore a vuoto.

## Teoria del funzionamento

Sezione di un vaso di dewar che mostra l'intercapedine dove è stato praticato il vuoto

Il vuoto non può condurre calore per conduzione o convezione, ma può condurre solo per irraggiamento. La perdita per irraggiamento può essere minimizzata applicando un rivestimento riflettente sulle superfici: Dewar usava l'argento.
Il materiale contenuto raggiunge l'equilibrio termico con le pareti interne; le pareti sono sottili, con bassa capacità termica, quindi non possono scambiare molto calore con il contenuto, modificando di poco la sua temperatura. Alla temperatura tipica del loro utilizzo (sotto il punto di ebollizione dell'acqua), e con l'uso di pareti riflettenti, c'è un piccolo trasferimento di radiazione infrarossa.
Per usi pratici il contenitore deve avere un'apertura; per questo deve essere usato un tappo di materiale isolante, originariamente sughero, in seguito plastica. La maggior parte della perdita di calore avviene attraverso il tappo.

## Scopi e usi

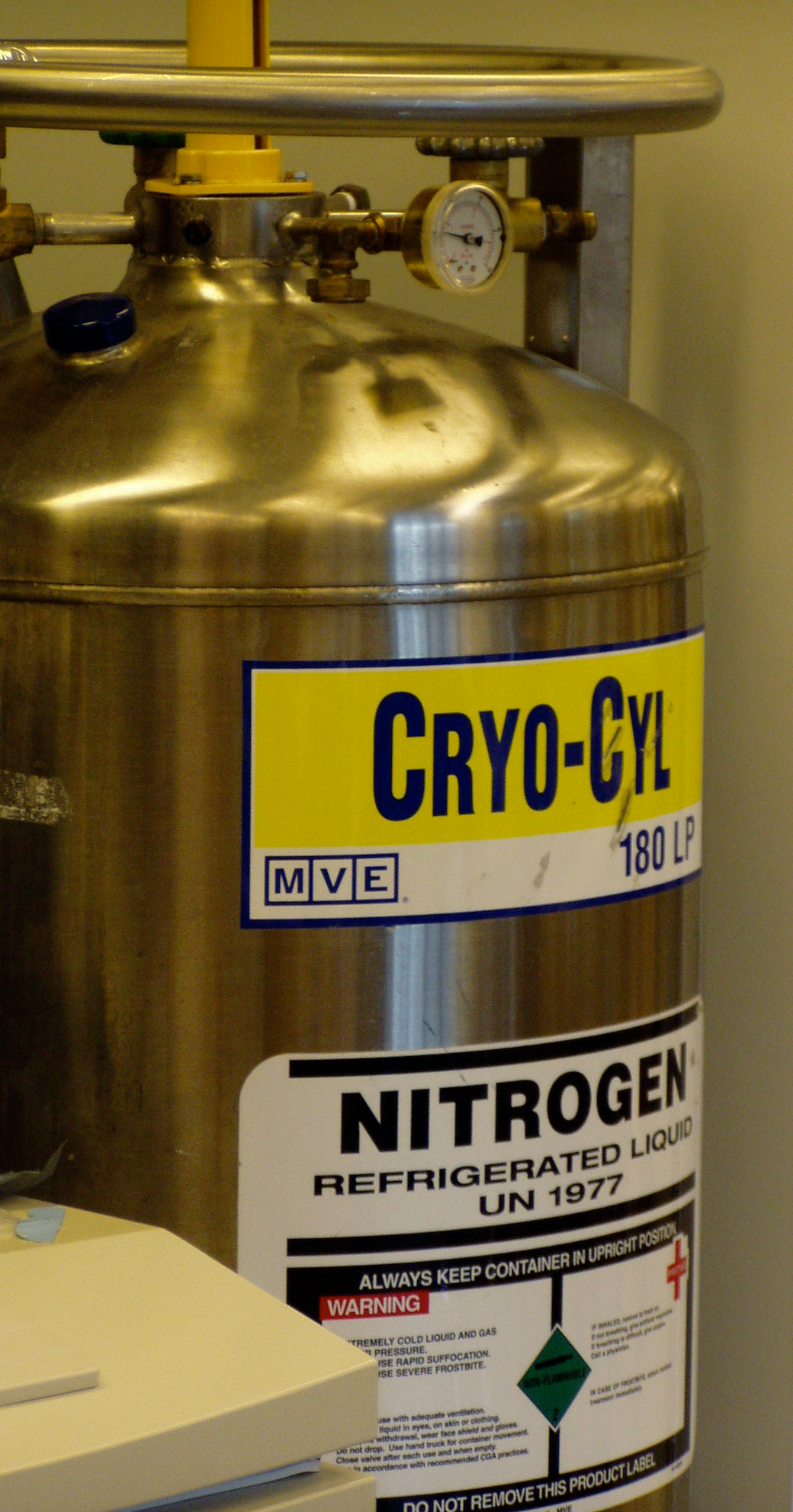
Un contenitore dewar di azoto liquido.

Di solito, ma non sempre, i vasi di Dewar sono usati per mantenere liquidi, a temperature più alte o più basse della temperatura ambiente.

### Usi domestici e nell'industria alimentare
I dewar sono molto usati per mantenere il cibo e le bevande caldi o freddi. Un tipico contenitore termico, chiamato spesso con il nome thermos, per antonomasia da Thermos, la prima azienda che li produsse commercialmente, mantiene il liquido caldo per circa 24 ore, e freddo per 8.

### Usi in laboratorio e industriali
I dewar sono spesso usati per immagazzinare liquidi che diventerebbero gassosi alla temperatura ambiente, come ossigeno, azoto, ecc; in questi casi l'incremento di temperatura all'interno del contenitore estremamente freddo può dar luogo all'ebollizione del liquido perciò solitamente il contenitore non è pressurizzato, ma è munito di un tappo semplicemente appoggiato alla sua imboccatura. Il tappo ha una forma simile a quella di un fungo, il cui stelo è fatto di materiale isolante ed, essendo semplicemente appoggiato, lascia sfiatare l'azoto che evapora.
In alternativa sono reperibili in commercio contenitori pressurizzati dotati necessariamente di una valvola di sicurezza munita di un indicatore della pressione interna. Questa valvola ha lo scopo di prevenire l'aumento eccessivo della pressione all'interno del contenitore evitando quindi l'esplosione del contenitore. L'eccellente isolamento termico dei vasi Dewar fa sì che l'ebollizione sia molto lenta e quindi il contenuto rimanga liquido per un lungo tempo senza l'uso di un costoso apparecchio di refrigerazione.